# Subergorgia rubra
Subergorgia rubra är en korallart som först beskrevs av Thomson 1905.  Subergorgia rubra ingår i släktet Subergorgia och familjen Subergorgiidae. Inga underarter finns listade i Catalogue of Life.